# Mountainhome
Mountainhome es un lugar designado por el censo ubicado en el condado de Monroe en el estado estadounidense de Pensilvania. En el año 2000 tenía una población de 1,169 habitantes y una densidad poblacional de 239 personas por km².

## Geografía
Mountainhome se encuentra ubicado en las coordenadas 41°10′39″N 75°16′0″O / 41.17750, -75.26667.

## Demografía
Según la Oficina del Censo en 2000 los ingresos medios por hogar en la localidad eran de $40,357 y los ingresos medios por familia eran $49,868. Los hombres tenían unos ingresos medios de $30,709 frente a los $35,500 para las mujeres. La renta per cápita para la localidad era de $20,580. Alrededor del 6.2% de la población estaba por debajo del umbral de pobreza.